# Galantis
|  | Aquest article tracta sobre el personatge mitològic. Si cerqueu el grup musical, vegeu «Galantis (grup)». |

En la mitologia grega Galantis (en grec antic Γαλανθίς) (o Galintias Γαλινθιάς), filla del tebà Pretos, era una serventa pèl-roja d'Alcmena que la va assistir durant el naixement d'Hèracles. Quan Alcmena estava de part, tenia moltes dificultats per parir a un nen tan gran. Després de set dies va demanar l'ajuda de les Moires i d'Ilitia, la deessa dels naixements. No obstant això, Ilitia no la va ajudar per exprés desig d'Hera. En lloc d'això, va estrènyer les seves mans i va creuar les seves cames, evitant que el nen naixés. Alcmena es va retorçar de dolor, va maleir els cels i es va posar a la vora la mort. Galantis, que entrava i sortia sovint, la va veure i, sospitant de les seues intencions, va presentar-se davant les divinitats i va dir de sobte que la seua senyora ja havia parit per ordre de Zeus. Indignades, les divinitats van abandonar la seva actitud i Ilitia, sorpresa, s'aixecà tot separant les cames, i llavors pogué néixer Heracles. La deessa, indignada amb aquest engany, transformà Galantis en una mostela. Va seguir vivint amb Alcmena després de la seva transformació. Hècate va apiadar-se de la pobre bèstia i la va convertir en la seva serventa i el seu animal de companyia. Quan Heracles es va fer gran, recordà aquella que l'havia permès néixer i li va alçar un santuari. Els tebans, durant les festes d'Hèracles, portaven ofrenes a Galantis.